# Protorus
Inom matematiken är en protorus en kompakt sammanhängande topologisk abelsk grupp. Ekvivalent är den ett projektivt gränsvärde av torusar (produkter av ett ändligt antal kopior av cirkelgruppen), eller Pontryagindualen av en diskret torsionsfri abelsk grupp.
Exempel på protorusar ges av solenoidgrupper.